# Hohenkamern
Hohenkamern ist ein Ortsteil der Gemeinde Kamern in der Verbandsgemeinde Elbe-Havel-Land im Nordosten des Landkreises Stendal in Sachsen-Anhalt.

## Geografie
Hohenkamern, eine kleine Siedlung, liegt etwa einen Kilometer südöstlich von Kamern am Rand der Kamernschen Berge, dessen bekannteste Erhebung der etwa 103 Meter hohe Frau Harkenberg ist.

## Geschichte

### Mittelalter bis Neuzeit
Die Gebäude des von Katteschen Ritterguts standen bis zum Ende des 18. Jahrhunderts an der Westecke des Dorfes Kamern. Sie wurden dann abgerissen oder verkauft und das Land in Pacht und Erbpacht vergeben. In der Mitte des 19. Jahrhunderts wurden die Verträge aufgehoben. 1852 wurde schließlich eine Försterei mit einer Ziegelei an der Heerstraße nach Rathenow errichtet, in der die Steine zum Bau des späteren Rittergutes Hohenkamern hergestellt wurden.
Im Jahr 1854 ließ Otto von Katte (1822–1896) die ersten Gebäude auf Hohenkamern errichten. 1859 wurde das jetzige Gutshaus (Schloss) erbaut. Das Aussehen des Backsteinbaus mit einer Katze in jeder Ecke des Daches ist auf dem Stich gut zu erkennen. Die Katze ist das Wappentier der Familie von Katte. Der Rittergutsbesitzer und Kirchenpatron Otto von Katte ruht in einem Erbbegräbnis auf eine Anhöhe in der Nähe des Rittergutes. 1898 trat Christoph von Katte (1855–1919) aus dem aktiven Heer aus und übernahm als Fideikommissherr das Gut. Er war mit der Offizierstochter Elisabeth von Busse (1877–1957) verheiratet. 1922 beinhalte Gut Hohenkamern 722 ha. Bis 1945 wurde die Besitzung durch den Sohn Otto Oskar Christoph von Katte bewirtschaftet. 
Das Gutshaus in Hohenkamern wurde bis 1990 als Schule genutzt und war ein Sitz der Zivilverteidigung. Zum Schloss gehörten ein Park sowie Stallungen.
Nach der Wende stand das Schloss fast leer. Der Bürgermeister von Kamern fragte bei den früheren Eigentümern an: „Wollen sie zurückkommen?“ So besuchte 1991 Otto von Katte mit seinem Sohn Christoph den Ort und sie wurden gut aufgenommen. Kurz darauf zog Christoph von Katte mit seiner Familie in ein kleines Zimmer des Schlosses. Sie kauften nach 1991 schrittweise einst enteigneten Familienbesitz, um ihn vor Ort zu bewirtschaften.

### Eingemeindungen
Der Gutsbezirk Hohenkamern gehörte früher zum Kreis Jerichow II, dem späteren Landkreis Jerichow II in der preußischen Provinz Sachsen.
Am 30. September 1928 wurde der Hauptteil vom Gutsbezirk Hohenkamern mit der Landgemeinde Kamern vereinigt und die drei Hektar große Exklave des Gutsbezirks mit der Landgemeinde Warnau. Damit wurde Hohenkamern ein Ortsteil von Kamern.
Am 15. Juli 1950 änderte sich der Name des Kreises zu Landkreis Genthin. Am 25. Juni 1952 wurde Hohenkamern dem Kreis Havelberg zugeordnet.  Am 1. Juli 1994 kam die Gemeinde Kamern zum heutigen Landkreis Stendal.

### Einwohnerentwicklung
| Jahr | Einwohner |
| ---- | --------- |
| 1867 | 35        |
| 1871 | 31        |
| 1905 | 55        |
| 1910 | 66        |
| 2014 | [00]69    |
| 2017 | [00]58    |

| Jahr | Einwohner |
| ---- | --------- |
| 2018 | [00]52    |
| 2019 | [00]56    |
| 2020 | [00]59    |
| 2021 | [00]62    |
| 2022 | [0]53     |

Quellen: 1867 bis 1910 Unterlagen der Volkszählung

## Religion
Die evangelischen Christen aus Hohenkamern sind eingepfarrt in die Kirchengemeinde Kamern, die früher zur Pfarrei Camern bei Altcamern gehörte. Sie werden heute betreut vom Pfarrbereich Sandau im Kirchenkreis Stendal im Propstsprengel Stendal-Magdeburg der Evangelischen Kirche in Mitteldeutschland.

## Kultur und Sehenswürdigkeiten
- Das Schloss Hohenkamern, ein zweigeschossiges Backsteingebäude in Formen des Spätklassizismus und Rundbogenstils, wurde 1859 für Friedrich Wilhelm Otto von Katte errichtet.[22] Nach 1945 wurde der Turm des Schlossen abgerissen, da die Steine für den Umbau der Ställe und Scheune benötigt wurden. Bereits 1991 war ein Antrag auf Wiederaufbau des Turms gestellt worden.[11]
- Das Schloss war 1991 unter Denkmalschutz gestellt worden, 2015 kamen die ehemaligen Kuhställe und benachbarte Gebäude des Hofes dazu.[11]